# Волченка
Волченка (укр. Вовченка) — село на Украине, находится в Покровском районе Донецкой области.
Код КОАТУУ — 1423385402. Население по переписи 2001 года составляет 243 человека. Почтовый индекс — 85610. Телефонный код — 6278.
По информации Института изучения войны, 6 ноября 2024 года, в ходе боёв за Курахово, Вооружённые силы РФ заняли село Волченка.

## Адрес местного совета
85610, Донецкая область, Марьинский район, с. Новоселидовка, ул. Ленина, 1а[обновить данные]